# فورت دیناد (فلوریدا)
فورت دیناد (به انگلیسی: Fort Denaud) یک منطقهٔ مسکونی در ایالات متحده آمریکا است که در فلوریدا واقع شده‌است. فورت دیناد ۵۴٫۰ کیلومتر مربع مساحت و ۱٬۶۹۴ نفر جمعیت دارد و ۴٫۲۷ متر بالاتر از سطح دریا واقع شده‌است.